# Krzyż Honorowy (III Rzesza)
Krzyż Honorowy (niem. Ehrenkreuz) – odznaczenie państwowe w III Rzeszy Niemieckiej, nadawane w latach 1932–1945 obywatelom Niemiec lub pośmiertnie ich rodzinom, za uczestnictwo w I wojnie światowej po każdej z walczących stron.

## Nazewnictwo
W rozporządzeniu ustanawiającym odznaczenie z 13 lipca 1934 występuje wyłącznie pod krótką nazwą Krzyż Honorowy (Ehrenkreuz), ale ponieważ powstał za prezydentury Hindenburga (jest on podpisany pod rozporządzeniem jako prezydent, z kontrasygnatą Hitlera jako premiera Niemiec), znany był w krajach anglosaskich także pod nazwą Krzyż Hindenburga (z ang. Cross of Hindenburg). Natomiast w ustawie orderowej RFN z 1953 występuje pod nazwą Krzyż Honorowy I Wojny Światowej (Ehrenkreuz des ersten Weltkrieges).

## Podział odznaczenia
Istniały trzy odmiany:
1. Krzyż Honorowy dla Walczących na Froncie – Ehrenkreuz für Frontkämpfer (Frontkämpferkreuz), krzyż z mieczami wykonany z żelaza i brązowiony;
2. Krzyż Honorowy dla Uczestników Wojny – Ehrenkreuz für Kriegsteilnehmer, krzyż wykonany z żelaza i brązowiony;
3. Krzyż Honorowy dla Wdów i Rodziców Poległych – Ehrenkreuz für die Witwen und Eltern Gefallener, także Krzyż Honorowy dla Osieroconych – Ehrenkreuz für Hinterbliebene, krzyż wykonany z żelaza i czerniony.

## Odznaczeni
Odznaczono
- 6 202 883 walczących,
- 1 120 449 niewalczących,
- 345 132 wdów,
- 372 950 rodziców.

Łącznie nadano 8 041 414 krzyży.